# Geta Brătescu
Geta Brătescu (* 4. Mai 1926 in Ploiești; † 19. September 2018 in Bukarest) war eine rumänische Künstlerin. Sie gilt als eine der herausragendsten Avantgardistinnen Osteuropas.

## Leben
Geta Comănescu kam 1926 als einziges Kind einer Apothekerfamilie in Ploiesti zur Welt. Sie studierte von 1945 bis 1949 Malerei bei Camil Ressu an der Universität in Bukarest. Sie setzte ihre Ausbildung an dieser Universität mit einem Studium der Literatur und Philosophie bei George Călinescu und Tudor Vianu fort. Ein Abschluss wurde ihr von der Kommunistischen Partei verweigert. Ihre Mutter ging ins Exil.
1951 heiratet sie den Ingenieur und passionierten Fotografen Mihai Brătescu, mit dem sie für die meisten fotografischen Projekte zusammenarbeiten wird. 1954 kommt der gemeinsame Sohn Tudor zur Welt. Ihren Lebensunterhalt musste sie in den 1950er Jahren als technische Zeichnerin verdienen. 1957 wird sie in die Rumänische Künstlervereinigung (UAP) aufgenommen und konnte dank der Mitgliedschaft Reisen in die UdSSR, nach Ungarn und nach Polen unternehmen.
Ab Mitte der 1960er Jahre lebte die Künstlerin in Bukarest. Von 1969 bis 1971 wurde ihr ermöglicht, an dem Institut der Schönen Künste Nicolae Grigorescu in Bukarest ihre Ausbildung abzuschließen. Seit dieser Zeit arbeitete sie an der Grenze zwischen Kunst und Literatur. 1970 wurde sie mit dem Preis der rumänischen Kunst-Zeitschrift Arta ausgezeichnet und erhielt 1994 den Ambiente-Preis des rumänischen Verbandes Bildender Künstler. 1993 ging der Ion-Andreescu-Preis der Rumänischen Akademie an Geta Brătescu. 2008 wurde sie mit der Ehrendoktorwürde der Nationalen Universität der Künste in Bukarest ausgezeichnet. 2017 nahm sie an der Biennale in Venedig mit einer Auseinandersetzung (Apparitions ) in Form einer Lebenslaufbefragung im Regime Ceausescu teil, später auch an der documenta 14 in Athen und Kassel. Sie stellte in Kassel in einem eigenen Raum in der Neuen Galerie aus. 2018 wurde kurz nach ihrem Tod eine erste institutionelle Schau in dem Neuen Berliner Kunstverein eröffnet.

## Werk
Das kleine Atelier in Bukarest spielt eine zentrale Rolle in dem Werk von Geta Brătescu. Es bedeutet für sie zunächst ein Ort der Freiheit, ihre verspielte experimentelle Konzeptkunst lebt sie hinter dem Eisernen Vorhang aus. Das Atelier ist ein total ahistorischer Raum. Das Atelier ist ein Raum in Bewegung, transformiert durch die Überführung von Bild in Handlung und „vice versa“, durch die Spannung zwischen Schauspiel und Schauspielerei, zwischen Selbstanalyse und Selbstauslöschung. 1978 wird ihr Arbeitsraum in der Performance The Studio zum Thema, in der sie mit ihrem Körper das Atelier vermisst.
Grundlegend für Brătescus künstlerisches Konzept ist das Ausblenden der profanen Wirklichkeit der Linie. Ob in Zeichnung, Lithografien, Collagen, Buchprojekten, Selbstporträts oder Aktionen, die die Künstlerin mittels Film oder Fotografien festhält. Es entsteht ein Konstrukt, das den Rhythmus entfesselt. Die Künstlerin bemüht sich, die Linien zu konkretisieren und erfahrbar zu machen; ihre körperliche Bewegung durch den Raum zu erkennen, befreit sie somit von der Fläche. Zu den Materialien, die sie bearbeitete, gehörten ihr Körper, vorgefundene Bilder und Muster, Papier, Stoff und Worte. Sie stellte sich selbst häufig in der Figur des Vogels dar, der in ihren Arbeiten ihre Selbstbefreiung als Künstlerin und als Frau repräsentierte.
Brătescu schuf Druckgrafiken, illustrierte 1983 Goethes Faust und arbeitete von 1963 bis 1983 für die Literatur-Zeitschrift Secolul 20. Sie schuf allegorische Wandteppiche wie die Medea-Serie und fertigte in den 1990er Jahren Collagen, Objekte, Fotografien, Papierarbeiten, Cutout mit Schere, Künstlerbücher und Videofilme. Die Künstlerfilme Hände und Atelier drehte sie 1973 mit Ion Grigorescu, 1992 Earthcake und 1993 Cocktail automatic. Eines ihrer letzten Werke war ein Film über ihr künstlerisches Schaffen, den sie zusammen mit Stefan Sara produziert hatte.

## Zitate
Geta Brătescu über ihre Arbeit:

„Ich habe zu viel gearbeitet, ich arbeite immer noch nonstop. Das Atelier ist voll.“

„Das Zeichnen vermittelt mir ein Gefühl der Freiheit. Ich zeichne, als würde ich durch einen leeren Raum gehen oder fliegen.“

„Ich arbeite viel; ich tanze mit dem Filzstift auf dem Papier – eigentlich tanze ich mit mir selbst.“

## Werke in Museen
- Kunst-Museum, Bukarest
- Museum Cluj-Napoca
- Kunstmuseum Constanța
- Muzeul de Artă Modernă și Contemporană, Galați
- Museum Oradea
- Museum Timișoara
- Kunstmuseum G. Georgescu, Tulcea

## Ausstellungen
Einzelausstellungen
- 1947: Caminul Artei Gallery, Bukarest
- 1960: Galateea Gallery, Bukarest
- 1963: Simeza Gallery, Bukarest
- 1967: Sala Dalles, Bukarest
- 1970: Atelier, Orizont Galerie, Bukarest
- 1971: Atelier II, Apollo Galerie, Bukarest
- 1972: Sala Dalles, Bukarest
- 1973: Magnets, Bukarest
- 1976 – Atelier III – Towards White, Galateea Gallery, Bukarest
- 1976 – Studio 3 – Verso il bianco. Accademia di Romania, Rom
- 1981:  Medea’s Portraits. Simeza Galerie, Bukarest
- 1983: Vestigii, Simeza Galerie, Bukarest
- 1984:  I have drawn for Faust. Casa de Cultura RFG, Bukarest
- 1985: Lyngby Kunstforening, Lyngby, Dänemark
- 1987: Caminul Artei Galerie, Bukarest
- 1988:– Galerile de Arta Timișoara; Galeriile de Arta Arad, Muzeul Tarii Crisurilor, Oradea, Rumänien
- 1990: Galerie Arnold-Jotzu, Bad Homburg, Deutschland
- 1992: The Myths and Stories of Geta Brătescu, Museum of Art and Archaeology, University of Missouri, Columbia
- 1999–2000: National Museum, Bukarest
- 2008: Geta Brătescu, Galerie im Taxispalais, Innsbruck
- 2009: Capricio, Galerie Rüdiger Schoettle, München
- 2010: Alteritate, Galerie Mezzanin, Wien
- 2013: Galerie Barbara Weiss (mit Paul Neagu, Berlin)
- 2015: Liverpool Tate, Liverpool
- 2015: Geta Bratescu: Drawings with the Eyes closed. Contemporary Art Museum St. Louis, St. Louis, USA
- 2016: Hamburger Kunsthalle, Hamburg (Retrospektive)
- 2018: Neue Berliner Kunstverein
- 2020: Kunstmuseum St. Gallen
- 2023: Geta Bratescu: Drawings as a dance, Kunstmuseum Ravensburg

Gruppenausstellungen
- 1960: Biennale Venedig
- 1970: Biennale São Paulo
- 1983: Biennale Venedig
- 1983: Biennale São Paulo
- 1987: Biennale São Paulo
- 2011: Istanbul Biennale
- 2007: Social Cooking Romania. NGBK, Berlin
- 2007: Geta Brătescu – Ion Grigorescu. Resources. MNAC, Bukarest
- 2013: Biennale Venedig mit  Ștefan Bertalan und Andra Ursuta
- 2017: Camden Arts Centre, London
- 2017: Biennale Venedig[11]
- 2017: documenta 14, Athen, Kassel